# 권터 블로벨

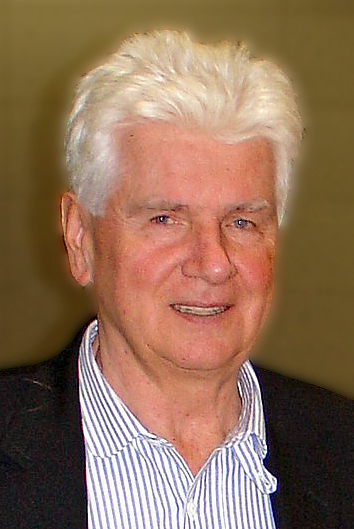
2008년 11월

귄터 블로벨(Günter Blobel 또는 Guanter Blobel, 1936년 5월 21일 ~ 2018년 2월 18일)은 미국의 생물학자이다. 세포 내에서 만들어지는 단백질의 맨 앞쪽에 특별한 인식장치(Signal polypeptide : 신호성 아미노산 결합물, 신호 폴리펩티드)가 있어 이것이 단백질의 이동경로를 결정한다는 사실을 밝혀냈다. 단백질의 운명을 결정짓는 신호체계를 규명하는 등 인간 세포 내에서 단백질의 역할을 선구적으로 밝혀낸 업적으로 1999년에 노벨생리·의학상을 수상했다.

## 프로필
| 출생     | 1936년 5월 21일 (독일) |
| 사망     | 2018년 2월 18일 |
| 국적     | 미국 |
| 활동분야 | 세포생물학 |
| 학력     | 위스콘신대학교대학원 박사 |
| 수상     | 1999년 노벨 생리학·의학상(세포내 단백질의 이동 경로를 규정하는 고유한 신포전달 신호체계 발견) 1992년 베이식 의학연구소 알베르트 라스커상 1983년 독일 생화학학회 바르부르크 메달 |
| 경력     | 1967 록펠러대학 세포생물학연구소 연구원 신호가설을 통해 세포내에서 일어나는 복잡다단한 단백질의 작용을 설명, 신장결석이나 낭포성 섬유증 등의 원인을 밝힘                        |

## 생애
슐레지엔 지방의 독일 관할지역이던 발토스도르프에서 태어났다. 당시 서독지역인 튀빙겐대학에서 의학을 공부한 뒤 1960년대에 미국으로 이주하여 위스콘신(매디슨)대학에서 암 연구로 박사학위를 받았다. 1967년 뉴욕의 록펠러대학에 자리를 잡고, 1974년도 노벨상 수상자인 조지 펄레이드 교수가 이끄는 이 대학의 세포생물학연구소에서 세포구조에 관한 연구를 시작하였다. 그는 이때부터 단백질의 이동과정을 설명한 ‘신호가설(信號假設)’을 공식화한 펄레이드 교수의 업적을 바탕으로 연구를 계속하여 이를 통하여 각종 의약용 단백질을 생산하는 유전공학의 발전에 기여하였다는 평가를 받아왔다.

## 주요연구내용

### 세포 내 단백질 이동 경로를 규정하는 특정 신호체계 발견
성인의 몸속에는 세포 약 100조 개가 있는데, 각 세포는 세포 소기관이라는 수많은 개별적인 단위들로 이루어져 있다. 세포 내의 별개의 칸막이 방처럼 존재하는 세포소기관들은 각각 생명에 필수적인 특별한 기능을 수행한다. 중요한 세포기관의 하나가 세포핵인데, 그 속에는 유전물질인 DNA와 단백질 합성을 위해 화학적으로 암호화된 DNA의 명령이 들어 있다. 암호화된 명령은 다른 세포소기관의 단백질을 만드는데 사용된다. 각 세포에는 단백질 분자 약 10억 개가 들어 있는데, 이 분자들은 매우 다양하고 특별한 기능을 지니고 있다. 

인체 세포 내에서는 생명유지에 필수적인 수많은 종류의 단백질이 꾸준히 만들어지는데 단백질은 자신의 기능에 따라 세포 내의 다른 소기관(Organelle:organell)으로 이동하거나 세포 밖으로 분비되어야만 제 기능을 할 수 있다. 어떤 단백질 분자는 세포 내에서 새로운 세포 성분들을 만드는 구조 재료로 사용된다. 어떤 단백질 분자들은 세포화학적 반응의 속도를 빠르게 하는 효소로 작용한다. 또 어떤 단백질 분자들은 세포막으로 이동한 다음, 세포 밖으로 배출되어 핏속에서 순환하면서 체내의 다른 부분으로 옮겨간다. 생명과 건강은 각기의 단백질이 그것을 필요로 하는 세포 속이나 세포 밖의 장소로 이동하는 능력에 달려 있다.
그러나 단백질은 수용성(水溶性)인 반면에 세포를 둘러싸고 있는 원형질막은 지방성분이어서 세포 밖으로 나가기가 쉽지 않다는 점이 문제가 되어 단백질이 어떤 과정을 통하여 이 장벽을 통과하는 지가 의학계의 오랜 의문이었다. 수십 년 동안 생물학자들은 단백질의 중요한 처리 과정 2가지를 이해하지 못했다. 하나는 새로 만들어진 단백질이 세포 내의 특정 장소로 어떻게 이동해 가느냐 하는 것이고, 또 하나는 각각의 세포소기관을 둘러싸고 있는 밀폐된 막을 단백질이 어떻게 통과하느냐에 대한 것이었다. 세포생물학자이자 분자생물학자인 권터 블로벨은 세포 내에서 만들어지는 단백질의 맨 앞쪽에 특별한 인식장치(Signal polypeptide : 신호성 아미노산 결합물, 신호 폴리펩티드)가 있어 이것이 단백질의 이동경로를 결정한다는 사실을 밝혀내 이 두 가지 수수께끼를 풀었다.

권터 블로벨은 세포 속에서 새로 만들어진 단백질이 적절한 목적지로 찾아가도록 도와주는 세포 ‘우편번호’(ZIP CODE) 또는 ‘주소가 기재된 꼬리표’(address tag)를 발견하였다. 단백질은 특별한 순서로 배열된 아미노산 사슬들로부터 만들어지는데, 주소코드는 대개 단백질의 한쪽 끝에 위치한 아미노산 배열로 이루어져 있다. 주소코드는 단백질이 특정 세포소기관의 막을 통과할 수 있는지 없는지, 세포막에 합쳐질 것인지 말 것인지, 그리고 세포 밖으로 배출 될 것인지 아닌지를 결정한다. 그에 의하면 이 아미노산 결합물에 특정 단백질을 외부로 분비하라는 정보가 담겨 있다는 것이다. 이 체계에 이상이 생겨 단백질의 이동과정이 잘못되어 발생하는 질병들이 백인계의 대표적인 유전병인 낭포성섬유증(囊胞性纖維症)과 가족성 고지혈증 등이다. 그의 연구는 이러한 유전병들을 치료하는 전기를 마련한 것으로 평가 받아왔다. 또, 현대의학에서는 세포를 ‘단백질 공장’으로 이용하여 B형 간염백신, 조혈제 등 각종 의약품의 생산에 사용하고 있는데, 단백질의 합성 및 이동경로를 규명한 그의 연구성과는 세포를 보다 효율적으로 사용할 수 있는 길을 열어준 셈이 된다. 블로벨은 또한 구멍처럼 생긴 통로를 통해 단백질이 세포소기관에 들어가며, 그 통로는 단백질이 정확히 세포 소기관에 도착했을 때 세포소기관의 외부막이에서 열린다는 결론을 얻었다. 마침내 과학자들은 효모, 식물, 동물 세포를 포함해 다른 모든 형태의 고등 생물체의 유전자에도 이와 똑같은 구조적 특징에 기초한 ‘목적지 안내’ 신호체계가 존재한다는 사실은 밝혀냈다.

1999년 스웨덴 노벨상위원회는 단백질의 운명을 결정짓는 신호체계를 규명하는 등 인간 세포 내에서 단백질의 역할을 선구적으로 밝혀낸 업적을 인정하여 그를 1999년도 노벨 생리학·의학상 수상자로 선정하였다. 노벨상 위원회는 “블로벨 교수의 연구 성과는 몇몇 유전병의 분자구조를 설명하는 데 큰 도움을 주는 등 현대 세포생물학 연구에 중대한 공헌을 하였다.”고 노벨상 수상 이유를 밝혔다.